# Förfalskning av fast märke
Förfalskning av fast märke är ett brott enligt svensk och finsk lag.
I svenska 14 kap. 9 § brottsbalken (1962:700) står skrivet:
"Den som obehörigen anbringar ett märke eller annat föremål som kan förväxlas med gällande gränsmärke, vattenmärke, fixpunkt eller annat märke för plan- eller höjdmätning eller flyttar, tar bort, skadar eller förstör ett sådant märke döms, om åtgärden innebär fara i bevishänseende, för förfalskning av fast märke till fängelse i högst fyra år. Är brottet ringa, döms till böter eller fängelse i högst sex månader."
I finska 33 kap. 5 § strafflagen (24.8.1990/769) står skrivet:
"Den som för att försvåra bevisning om rättsligt betydelsefulla terrängförhållanden oriktigt anbringar eller olovligen förstör, ändrar eller flyttar ett fast märke som anger rå, linje eller vattenstånd eller något annat därmed jämförbart fast märke, skall för förfalskning av fast märke dömas till böter eller fängelse i högst två år."